# Benediction
Benediction — британська дет-метал-група з Бірмінгему. Основними темами колективу є соціальні  проблеми і релігія.

## Історія
Benediction заснований у лютому 1989 року у Бірмінгемі Полом Адамсом, Пітером Рью (на альбомі Subconscious Terror він зазначений як Peter Rewinski), Дарреном Бруксом і Марком Гринуеєем. У 1989 році було видано демо «The Dreams You Dread». Демо зацікавило Nuclear Blast Records, з котрим у 1989 році був уклаений контракт. Перший альбом Subconscious Terror був виданий у 1990 році. У тому ж році Марк Грінуей пішов з Benediction і приєднався до Napalm Death. Дебютный альбом був високо оцінений слухачами і згодом до колективу приєднався новий вокаліист Дейв Інгрем. У 1991 році гурт виступив у турах разом з Bolt Thrower і Nocturnus.
Після завершення роботи над другим альбомом «The Grand Leveller» у 1991 році Benediction отримали світову славу. Після завершення європейського турне з Massacra гурт поїхав у тур з Dismember. Після цього турне з колективу пішов Пол Адамс. Гурт повернувся  у студію в грудні 1991 для запису нового EP «Dark is the Season». І вже у січні 1992 група повернулась у Європу з Asphyx #і Bolt Thrower. Пізніше у тому ж році до колективу приєднався басист Френк Хілі.
У 1993 Benediction випустили третій альбом «Transcend the Rubicon». Після випуску альбому наступив «World Violation» тур з Cemetery і Atheist по Європі, США, Канаді і Ізраїлі. Після цього туру Ян Трейсі покинув банду.
EP «The Grotesque / Ashen Epitaph» був записаний з новим барабанщиком Нілом Хаттоном. У січні 1995 у новому складі відіграли 11 концертів. У цей же час гурт закінчував запис четвертого альбому «The Dreams You Dread».
У 1998 році після випуску альбому «Grind Bastard» колектив поїхав у тур країнами Східної Європи. Після цього туру гурт покинув вокаліст Дейв Інгрем. На його місце взяли Дейва Ханта. У жовтні 2001 року був виданий черговий альбом Benediction під назвою «Organised Chaos», котрий завершився живими виступами у Європі. У період з 2002 по 2008 рік у групі панував затишок, котрий завершився виходом нового альбому «Killing Music» у серпні 2008 року.

## Склад

### Учасники
- Дейв Хант — вокал (1998-)
- Даррен Брукс — гітара (1989-)
- Пітер Рью (Ревінський) — гітара (1989-)
- Френк Хілі — бас (1992-)
- Нейл Хаттон — ударні (1994—2005, 2007-)

### Колишні учасники
- Марк Грінуей — вокал (1989—1991)
- Пол Адамс — бас (1989—1991)
- Ян Трейсі — ударні (1989—1993)
- Дейв Інгрем — вокал (1991—1998)
- Пол Брукс — ударні (1994)
- Ніколас Баркер — ударні

## Дискографія
- The Dreams You Dread (1989, demo)
- Blood, Pus & Gastric Juice / Confess All Goodness (1990, спліт з Pungent Stench)
- Subconscious Terror (1990)
- The Grand Leveller (1991)
- Experimental Stage (1992, single)
- Return to the Eve (1992, single)
- Dark is the Season (1992, EP)
- Nuclear Blast Sample 4 way Split (1993, split)
- Wrong Side of the Grave (1993, single)
- Transcend the Rubicon (1993)
- /The Grotesque Ashen Epitaph (1994, EP)
- The Dreams You Dread (1995)
- Grind Bastard (1998)
- Loot, Shoot, Electrocute / The Temple of Set (2001, спліт з Pungent Stench)
- Organised Chaos (2001)
- Killing Music (2008)
- Ravage Of Empires (2025)